# Slender: The Eight Pages
Slender: The Eight Pages este un joc video de groază și supraviețuire, dezvoltat și publicat de Parsec Productions. Jocul a fost lansat inițial pe 26 iunie 2012 pentru Microsoft Windows și OS X. Proiectat de Mark J. Hadley, jocul a devenit rapid popular datorită atmosferei sale intense și a conceptului său simplu, dar terifiant.

## Povestea și Premisa
În Slender: The Eight Pages, jucătorul preia rolul unei persoane neidentificate care explorează o pădure întunecată pe timp de noapte. Scopul jocului este de a colecta opt pagini împrăștiate prin pădure, fiecare conținând mesaje criptice legate de Slender Man, o creatură supranaturală înaltă, fără față și îmbrăcată într-un costum negru. Pe măsură ce jucătorul colectează paginile, Slender Man devine din ce în ce mai agresiv, apărând din ce în ce mai aproape de jucător și sporind tensiunea.

## Gameplay
Slender: The Eight Pages este un joc de groază și supraviețuire la persoana întâi, axat pe explorare și evitare. Jocul este cunoscut pentru simplitatea sa, dar și pentru eficiența cu care creează o atmosferă de frică și anxietate.

### Mecanici principale
- Explorare: Jucătorul se mișcă printr-o pădure întunecată și trebuie să navigheze folosindu-se de o lanternă. Mediul de joc include diverse locații, cum ar fi o clădire abandonată, un camion, un turn de apă și mai multe structuri de beton.
- Colectarea paginilor: Scopul principal este de a găsi și colecta opt pagini împrăștiate prin diverse locații din pădure. Fiecare pagină adunată face ca Slender Man să devină mai agresiv și să apară mai des.
- Evitarea Slender Man: Jucătorul trebuie să evite contactul vizual direct cu Slender Man. Dacă acesta apare în câmpul vizual, ecranul începe să se distorsioneze și, dacă jucătorul nu se îndepărtează suficient de repede, jocul se termină.

### Personaje
- Protagonistul: Personajul jucătorului este neidentificat și fără nume, accentuând sentimentul de izolare și anonimă în fața terorii reprezentate de Slender Man.
- Slender Man: Antagonistul principal al jocului, o figură mitică și terifiantă fără față, cunoscută pentru înălțimea sa anormală și abilitățile supranaturale. Slender Man urmărește jucătorul și apare din ce în ce mai aproape pe măsură ce paginile sunt colectate.

## Dezvoltare
Slender: The Eight Pages a fost dezvoltat de Mark J. Hadley, cunoscut și sub numele de AgentParsec, sub egida Parsec Productions. Jocul a fost inspirat de legenda urbană Slender Man, creată pe forumurile Something Awful în 2009 de utilizatorul Eric Knudsen (alias Victor Surge). Hadley a dorit să creeze un joc care să valorifice frica de necunoscut și să ofere o experiență de groază autentică și intensă.

## Receptarea Critică
Jocul a fost bine primit, devenind rapid viral datorită gameplay-ului său simplu, dar eficient, și atmosferei sale terifiante. Criticii și jucătorii au lăudat Slender: The Eight Pages pentru capacitatea sa de a crea o tensiune constantă și de a induce frica cu resurse minime. Jocul a fost descris ca fiind unul dintre cele mai înfricoșătoare experiențe disponibile în jocurile video.

## Impact și Moștenire
Succesul Slender: The Eight Pages a avut un impact semnificativ asupra genului de groază în jocurile video, demonstrând că simplitatea poate fi extrem de eficientă în crearea unei atmosfere de groază. Jocul a generat numeroase imitări și a inspirat dezvoltarea altor titluri înfricoșătoare.

### Continuări și Expansiuni
- Slender: The Arrival: Lansat în martie 2013, Slender: The Arrival este o continuare și o expansiune a jocului original, dezvoltată de Blue Isle Studios în colaborare cu Parsec Productions. Aceasta include o poveste extinsă, grafică îmbunătățită și mai multe niveluri, păstrând în același timp esența terifiantă a jocului original.
- Fan Games și Moduri: Popularitatea jocului a dus la crearea de numeroase jocuri și moduri realizate de fani, care explorează diferite aspecte ale mitului Slender Man și adaugă noi elemente și provocări.

## Moștenire
Slender: The Eight Pages rămâne un reper în genul jocurilor de groază și supraviețuire, oferind o experiență intensă și memorabilă care a captivat jucătorii și a influențat dezvoltarea viitoarelor jocuri de groază. Cu o atmosferă de neuitat și un antagonist iconic, jocul continuă să fie apreciat și jucat de fanii genului de pretutindeni.

## Legături externe
- Site oficial